# Кандида (гриб)
Кандида (лат. Candida) — род дрожжей. Эндосимбионты животных-хозяев (включая человека). В норме является частью микробиома человека, но в определённых условиях могут вызывать инфекции, в том числе тяжёлые и угрожающие жизни.
Многие виды Кандиды — составная часть кишечной флоры у животных, в том числе Candida albicans.
Candida albicans (лат. albicans — беловатые) — образует белые, крупные, сливками, круглые колонии на агаре, клинически наиболее значимый представитель рода. Вызывает кандидоз (молочницу) в организме человека и других животных, особенно у пациентов с иммунодефицитом.
Некоторые виды применялись для производства кормовых дрожжей, в частности для производства паприна непосредственно из парафинов нефти.

## Представители
Выделено 186 видов рода Candida. C. stellata может быть частью чайного гриба. C. kefyr / Kluyveromyces marxianus, C. firmetaria / Pichia fermentans, C. lipolytica / Yarrowia lipolytica, C. krusei / Issatchenkia orientalis и некоторые другие могут содержатся в обычном кефире. C. albicans, C. pseudotropicalis, C. tropicalis, C. krusei, C. parapsilosis, C. quillermondii, C. glabrata, C. lusitaniae и некоторые другие могут вызвать заболевания. Candida albicans (Robin) Ber Khout (синонимы: Monilia albicans, Oidium albicans, Candida claussenii, Candida langezoni) — условно-патогенный гриб.
Некоторые виды:
- C. albicans
- C. ascalaphidarum
- C. amphixiae
- C. antarctica[англ.]
- C. atlantica
- C. atmosphaerica
- C. auris
- C. blankii[англ.]
- C. blattae
- C. bracarensis[англ.]
- C. bromeliacearum[англ.]
- C. carpophila
- C. catenulata[англ.]
- C. cerambycidarum
- C. chauliodes
- C. corydali
- C. dosseyi
- C. dubliniensis[англ.]
- C. ergatensis
- C. fructus
- C. glabrata[англ.]
- C. guilliermondii[англ.]
- C. fermentati
- C. guilliermondii[англ.]
- C. haemulonii
- C. humilis[англ.]
- C. insectamens[англ.]
- C. insectorum
- C. intermedia
- C. jeffresii
- C. kefyr[англ.]
- C. keroseneae[англ.]
- C. krusei[англ.]
- C. lusitaniae[англ.]
- C. lyxosophila
- C. maltosa
- C. marina[англ.]
- C. membranifaciens
- C. milleri
- C. mogii[англ.]
- C. oleophila[англ.]
- C. oregonensis
- C. parapsilosis[англ.]
- C. quercitrusa
- C. rhizophoriensis[англ.]
- C. rugosa[англ.]
- C. sake
- C. sharkiensis[англ.]
- C. shehatea
- C. temnochilae
- C. tenuis
- C. theae[англ.]
- C. tropicalis[англ.]
- C. tsuchiyae
- C. sinolaborantium
- C. sojae
- C. viswanathii[англ.]
- C. ubatubensis[англ.]
- C. utilis[англ.]
- C. zemplinina[англ.]